# Vivace (アイドルグループ)
vivace（ヴィヴァーチェ）は、2004年の全日本GT選手権（現・SUPER GT）イメージガールを務めた女性アイドルグループ。
現在活動中のSHANADOOの前身ユニットである。

## 概要
全日本GT選手権（JGTC）としては最後のイメージガールとなった本ユニットは、歴代最高ともいえるような人気を獲得し、テレビ番組への出演や写真集・DVDのリリース等、あらゆるメディアで活躍した。
2002年の『wi☆th』以来、メンバー全員が1980年代生まれに統一されており、以後2007年の『Shiny』まで全員が1980年代生まれのメンバー構成が続くことになる。
この年以降、レース時のユニフォームは赤と白を基調としたスポーティーなデザインとなり（このデザインは2009年の『angelic』まで続いた）、またレース時のユニフォームとは別に歌唱時の衣装が新たに制作されるようになった。

### vivaceからSHANADOOへ
元々、1年間の期間限定で終了するはずのvivaceだったが、写真集の中で渋谷千賀が「（vivaceを）なんかのカタチで残したい」と発言したことがきっかけで、活動継続の話が浮上した。その結果、ただ一人所属事務所が違っていた番ことみは事実上ユニットを卒業（ただし公表したのは2005年の8月だった）。渋谷、福田、福の3人組として新たなスタートを切った。その後も3人は撮影会を積極的に開催したり、オートギャラリー東京などの各種イベントに出演するなど地道な活動を続けていたが、2006年に源田マリナを加えて『SHANADOO（シャナドゥー）』と改名。ドイツでのCDデビューを果たした。2007年2月28日には日本でのファーストアルバム『Welcome to Tokyo』をリリース。現在もCDリリースやライブ活動を積極的に行っている。
ちなみに、2008年6月に番ことみが結婚を発表したが、その件に関する渋谷、福田、福のコメントはなかった。

## メンバー
以下3人ともプラチナムプロダクション所属。
- 福田淳子（ふくだ じゅんこ）1984年2月19日生まれ、埼玉県出身。
- 渋谷千賀（しぶや ちか）1985年9月14日生まれ、東京都出身。
- 福愛美（ふく まなみ）1986年10月14日生まれ、東京都出身。

### 別事務所所属のメンバー
- 番ことみ（ばん ことみ）1982年12月18日生まれ、大阪府出身。ホリプロ所属。

## 作品

### CD
いずれもavex traxより発売
- SUPER EUROBEAT presents JGTC SPECIAL 2004 ~NON-STOP MEGAMIX~（2004年5月19日発売）
曲名『On My Own』
演奏時間5分34秒は、2009年にangelicの「WINGS OF FIRE」（5分51秒）に抜かれるまで歴代GTイメージガール楽曲史上最長記録だった。
- SUPER EUROBEAT presents JGTC SPECIAL 2004 ~SECOND ROUND~ （2004年9月1日発売）
曲名『FLAME LOVE』
後にコンピレーション・アルバム「Girl's BOX ~Best Hits Compilation Summer~」（2005年7月13日発売）にも収録された。

### DVD
- Viva!vivace （2004年9月1日発売、avex）
『On My Own』のPVも収録されたイメージ映像集。

### 写真集
- ギャルズ・パラダイス特別編集　vivace SPECIAL! （2004年9月1日発売、三栄書房）

## 出演
- 激走!GT（テレビ東京系） 
準レギュラー的に不定期出演。当時の激Gリポーターだった安田美沙子と共に番組全盛期を支えた。
- 天使らんまん（毎日放送、2004年8月31日 - 9月7日）
- ゲキバン!（テレビ大阪、2004年9月12日）
- 水着少女（テレビ東京、2004年9月15日 - 22日）
- グッピー!!（読売テレビ、2005年9月22日）